# Mavrlen
Mavrlen este o localitate din comuna Črnomelj, Slovenia, cu o populație de 35 de locuitori.